# Zjemtjuzjina-Sotji

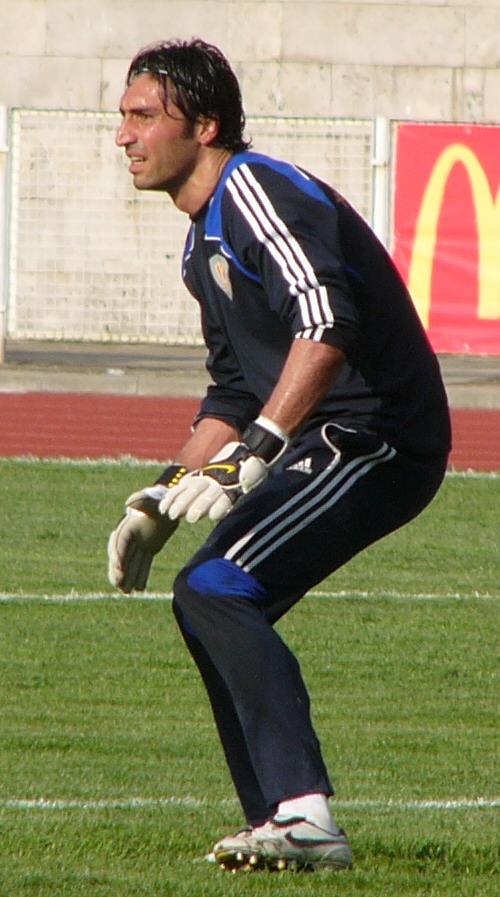
Målvakten Aleksandr Tjichradze i en match för Zjemtjuzjina.

Zjemtjuzjina-Sotji (ryska: ФК „Жемчужина-Сочи“, FK Zjemtjuzjina-Sotji) var en rysk fotbollsklubb från staden Sotji. Klubben grundades år 1991 och spelar för närvarande inte i någon liga sedan klubben i augusti 2011 dragit sig ur den ryska förstadivisionen. Klubben har hittills gjort 7 säsonger i Ryska Premier League, med en 9:e plats som bästa placering. Säsongen 1999 åkte klubben ur och har hittills inte lyckats ta sig tillbaka till ligan. Hemmaplan är Sotji centralstadion, med plats för 10 200 åskådare. Bland klubbens tidigare spelare finns Zurab Ionanidze, Farhod Vosiev och Sergej Kovaltjuk.